# Seznam rakouských katolických diecézí

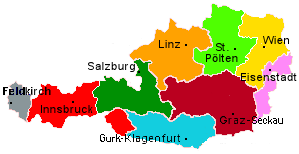
Rakouské diecéze

Rakouská republika se v současnosti člení na dvě katolické církevní provincie, Vídeňskou a Salcburskou, a celkem devět diecézí. Ty se dále dělí na 216 děkanátů/vikariátů a celkem 2961 farností. Každá diecéze má jednoho či více hlavních patronů, kterým jsou obvykle zasvěceny i jejich diecézní katedrály.

## Seznam
| Církevní provincie | Diecéze                 | Zřízena                            | Rozloha    | Počet děkanátů/vikariátů | Počet farností | Hlavní patron                    | Katedrála                                   |
| ------------------ | ----------------------- | ---------------------------------- | ---------- | ------------------------ | -------------- | -------------------------------- | ------------------------------------------- |
| Vídeňská           | Arcidiecéze vídeňská    | 1469 (diecéze), 1722 (arcidiecéze) | 9100 km²   | 54                       | 660            | sv. Štěpán                       | Katedrála sv. Štěpána                       |
| Vídeňská           | Diecéze eisenstadtská   | 1960                               | 3 966 km²  | 12                       | 172            | sv. Martin                       | Katedrála sv. Martina                       |
| Vídeňská           | Diecéze linecká         | 1783                               | 11 909 km² | 26                       | 404            | sv. Florián, Severin z Norika    | Katedrála Neposkvrněného Početí Panny Marie |
| Vídeňská           | Diecéze St. Pölten      | 1785                               | 10 450 km² | 20                       | 422            | sv. Hippolyt                     | Katedrála v St. Pöltenu                     |
| Salcburská         | Arcidiecéze salcburská  | 739 (diecéze), 798 (arcidiecéze)   | 9 715 km²  | 20                       | 210            | sv. Rupert, sv. Virgil           | Katedrála sv. Ruperta a Virgila             |
| Salcburská         | Diecéze feldkirchská    | 1968                               | 2 601 km²  | 9                        | 125            | sv. Mikuláš                      | Katedrála sv. Mikuláše                      |
| Salcburská         | Diecéze Graz-Seckau     | 1786                               | 16 392 km² | 36                       | 388            | sv. Rupert, sv. Virgil           | Katedrála sv. Jiljí                         |
| Salcburská         | Diecéze Gurk-Klagenfurt | 1072                               | 9 533 km²  | 23                       | 336            | sv. Ema z Gurku, sv. Jan Křtitel | Katedrála v Gurku                           |
| Salcburská         | Diecéze innsbruckská    | 1964                               | 9 845 km²  | 16                       | 244            | sv. Petr Canisius                | Katedrála sv. Jakuba                        |

## Galerie
- Arcidiecéze vídeňská
- Diecéze eisenstadtská
- Diecéze linecká
- Diecéze St. Pölten
- Arciediecéze salcburská
- Diecéze feldkirchská
- Diecéze Graz-Seckau
- Diecéze Gurk-Flagenfurt
- Diecéze innsbruckská
- Rakouské diecéze a církevní oblasti